# 栗谷あずみ
栗谷 あずみ（くりたに あずみ）は日本の小説家。ジャンルはティーンズラブ小説。広島県出身。別名義に入江可南子、あずみ。
2010年より始めた同人活動がきっかけで電子書籍デビューする。2015年『耽溺クルーズ』がプリシラブックスにて単行本化。 

## 作品リスト

### 電子書籍
- magenta－大人のための物語（2011年12月8日、パブリッシングリンク、表紙：ＫＫ）‐共著。※あずみ 名義「心恋舞曲」収録
- magenta－世界にたった二人だけ（2012年2月24日、パブリッシングリンク、表紙：ＫＫ）‐共著。※あずみ 名義「神の島」収録
- パラダイス・ラヴァーズ―強引御曹司の甘い求愛（2012年9月27日、パブリッシングリンク、イラスト：上原た壱）
- 大人の童話　マッチ売りの少女（2012年12月21日、ムフフ文庫、イラスト：三国ハヂメ）※入江可南子 名義
- シンデレラ・レッスン（2013年9月5日、パブリッシングリンク・らぶドロップス、イラスト：上原た壱）
- 耽溺クルーズ（2015年4月23日、パブリッシングリンク・らぶドロップス、イラスト：上原た壱）
- 恋愛アレンジメント　オネエな彼氏が“はじめて”に積極的なんですが!?（2020年4月30日、パブリッシングリンク・らぶドロップス、イラスト：上原た壱）※「恋愛アレンジメント オネエ彼氏×イケメン彼女」の改稿・改題

### 単行本
- 耽溺クルーズ(2015年6月22日、新潮社・プリシラブックス、イラスト：えまる・じょん）※同名の電子書籍の紙版
- シンデレラ・レッスン（2015年12月18日、新潮社・プリシラブックス、イラスト：えまる・じょん）※同名の電子書籍の紙版
- 楽園で恋をする ホテル御曹司の甘い求愛（2016年5月21日、竹書房・蜜夢文庫、イラスト：上原た壱）
- 極甘エロスなアンソロジー1 年の差ラブ（2019年1月8日、プランタン出版・オパール文庫）に収録）‐共著。※「ドＳなお医者さまに淫溺契約を結ばされました。」（イラスト：綺羅かぼす）収録
- 氷帝陛下の情熱寵愛 (2019年7月16日、プランタン出版・ティアラ文庫、イラスト：タカ氏）
- あまとろクルーズ 腹黒パティシエは猫かぶり上司を淫らに躾ける（2020年1月22日、竹書房・蜜夢文庫、イラスト：北沢きょう）※「耽溺クルーズ」の改稿・改題

### 連載・読切

#### Web掲載
単行本化はされていないが、改題し電子書籍化済みである。
- 恋愛アレンジメント オネエ彼氏×イケメン彼女（『メクる』2016年9月20日 - 12月6日（公式作家として）連載）

#### 雑誌掲載
いずれも掲載誌はコミック誌であるが、短編小説を掲載。紙単行本化はされていないが、電子書籍化済みである。
- イケメン若旦那は甘くとろける愛撫がお得意（『無敵恋愛S*girl』2017年11月号（ぶんか社）に掲載、イラスト：スミコ）
- オネエBA（ビューティアドバイザー）のうる恋タッチアップ（『無敵恋愛S*girl』2018年3月号（ぶんか社）に掲載、イラスト：春瀬なつた）
- エリート同期の溺愛プレゼン（『無敵恋愛S*girl』2018年7月号掲載（ぶんか社）に掲載、イラスト：ひのもとめぐる）
- 誘惑トワレ開発室 紳士なおじさまの雄スイッチ押しちゃいました⁉（『無敵恋愛S*girl』2018年11月号 - 2019年1月号連載、イラスト：ひのもとめぐる）
- 初恋トワレ研究室 忠犬王子が『待て』をやめる日（『無敵恋愛S*girl』2019年12月号 - 2020年2月号連載、イラスト：花綵いおり）